# Humanitizem
Homaranismo (angleško: humanitizem) je filozofija, ki jo je razvil Ludwik Lazarus Zamenhof, ki je utemeljitelj esperantskega jezika. Zamenhof ga je prvotno imenoval Hillelism, ki je temeljil predvsem na ukih Hilela starejšega. Želel je reformirati judovstvo, ker je upal, da brez nenavadnih pravil oblačenja in zahtev glede čistosti ne bo več žrtev antisemitske propagande.  Osnova Homaranizma je stavek, znan tudi kot zlato pravilo: Z drugimi ravnaj tako, kot želiš, da drugi ravnajo s tabo.

Zamenhof je v predgovoru svoje knjige Homaranismo zapisal:
Z imenom "homaranizem" mislim na "prizadevanje za človeštvo", za odpravo mednacionalnega sovraštva in krivic ter za tak način življenja, ki bi lahko postopoma, ne teoretično, ampak praktično pripeljal do duhovne združitve človeštva.
Na podlagi te teze je prišel do zaključka, da je ta filozofija lahko most med religijami, ne le podskupina judovstva. Zamenhof je nato svojo filozofijo preimenoval v homaranismo.
Medtem, ko so številne različne motivacije prve esperantiste pritegnile k temu gibanju, je bil za Zamenhofa esperanto vedno sredstvo, s katerim je lajšal oziroma izboljšal človeške odnose, zlasti zunaj meja rase, jezika in kulture. Zamenhofova hči Lidia je to filozofijo sprejela in jo nadalje poučevala skupaj z esperantom in njeno posvojeno religijo Bahaško vero.
Kljub svojemu jezikovnemu projektu - esperantu je Zamenhof humanitizem opisal: "To je resnično moje življenje. Za to bi se odrekel vsemu."
Zamenhof je svoje ideje o Homaranizmu razvil v dveh delih: Hilelismo (1901) in Homaranismo (1913).